# Andreas R. Ziegler
 (janvier 2022).
Si vous disposez d'ouvrages ou d'articles de référence ou si vous connaissez des sites web de qualité traitant du thème abordé ici, merci de compléter l'article en donnant les références utiles à sa vérifiabilité et en les liant à la section « Notes et références ».
 (janvier 2022).
La mise en forme du texte ne suit pas les recommandations de Wikipédia : il faut le « wikifier ».
Les points d'amélioration suivants sont les cas les plus fréquents. Le détail des points à revoir est peut-être précisé sur la page de discussion.
- Les titres sont pré-formatés par le logiciel. Ils ne sont ni en capitales, ni en gras.
- Le texte ne doit pas être écrit en capitales (les noms de famille non plus), ni en gras, ni en italique, ni en « petit »…
- Le gras n'est utilisé que pour surligner le titre de l'article dans l'introduction, une seule fois.
- L'italique est rarement utilisé : mots en langue étrangère, titres d'œuvres, noms de bateaux, etc.
- Les citations ne sont pas en italique mais en corps de texte normal. Elles sont entourées par des guillemets français : « et ».
- Les listes à puces sont à éviter, des paragraphes rédigés étant largement préférés. Les tableaux sont à réserver à la présentation de données structurées (résultats, etc.).
- Les appels de note de bas de page (petits chiffres en exposant, introduits par l'outil «  Source ») sont à placer entre la fin de phrase et le point final[comme ça].
- Les liens internes (vers d'autres articles de Wikipédia) sont à choisir avec parcimonie. Créez des liens vers des articles approfondissant le sujet. Les termes génériques sans rapport avec le sujet sont à éviter, ainsi que les répétitions de liens vers un même terme.
- Les liens externes sont à placer uniquement dans une section « Liens externes », à la fin de l'article. Ces liens sont à choisir avec parcimonie suivant les règles définies. Si un lien sert de source à l'article, son insertion dans le texte est à faire par les notes de bas de page.
- La présentation des références doit suivre les conventions bibliographiques. Il est recommandé d'utiliser les modèles {{Ouvrage}}, {{Chapitre}}, {{Article}}, {{Lien web}} et/ou {{Bibliographie}}. Le mode d'édition visuel peut mettre en forme automatiquement les références.
- Insérer une infobox (cadre d'informations à droite) n'est pas obligatoire pour parachever la mise en page.

Pour une aide détaillée, merci de consulter Aide:Wikification.
Si vous pensez que ces points ont été résolus, vous pouvez retirer ce bandeau et améliorer la mise en forme d'un autre article.
Pour les articles homonymes, voir Ziegler.
Andreas R. Ziegler (né le 23 septembre 1967 à Uster en Suisse) est un chercheur et professeur suisse spécialisé en droit public suisse, droit européen et international. Il est titulaire d'une chaire de droit international à la Faculté de droit, des sciences criminelles et administratives de l'Université de Lausanne et est directeur du programme LLM en droit commercial international (Master of Advanced Studies).

## Biographie
Il a grandi à Uster (ZH) et a fréquenté le Lycée Zürcher Oberland (branche Glattal) à Dübendorf (ZH) près de Zurich.
Il a étudié l'économie, les relations internationales et le droit à l'Université de Saint-Gall (lic.rer. publ. 1992, lic. iur. 1995), l'École diplomatique d'Espagne (Madrid), SciencesPo (Paris, France), à l'École européenne Institut universitaire de Florence, Italie (LL. M, 1993), à l'Université d'Oxford et à l'Université de Londres (SOAS). Après avoir obtenu son doctorat à Saint-Gall en 1995, il a complété un diplôme post-doctoral (Heinrich Kronstein Fellow) au Georgetown University Law Center (Washington DC, USA), à l'Université de New South Wales (UNSW) à Sydney (Australie) et à l'Institut Max Planck de droit public comparé et de droit international à Heidelberg (Allemagne). Il a obtenu son habilitation en 2004 à l'Université de Saint-Gall. Il est titulaire d'un diplôme en droit humanitaire du Comité international de la Croix-Rouge (CICR, 1994), d'un diplôme de l'Académie de droit international de La Haye (1996) et d'un diplôme de l'Académie de droit européen de l'Institut universitaire européen de Florence (1993).

## Expérience professionnelle
Pendant plusieurs années, il a été fonctionnaire dans divers bureaux de l'administration fédérale suisse à Berne (stagiaire à la Direction du droit international au Département fédéral des affaires étrangères (DFAE), Chef du Service du droit commercial international et européen au Secrétariat d'État à l'économie (seco) au Département fédéral de l'économie, de la formation et de la recherche (DEER) et au Secrétariat de l'AELE à Genève et comme "expert national" à la Commission européenne à Bruxelles.
En 2001, il est nommé professeur associé et professeur ordinaire de droit international à l'Université de Lausanne en 2004. De 2006 à 2010, il a été vice-doyen de la Faculté de droit, sciences criminelles et administration publique (FDCA) de l'Université de Lausanne et dirige un programme de troisième cycle (MAS/LLM) en droit international des affaires depuis 2002.
Dans l'Armée suisse, il a complété sa formation de base jusqu'à lieutenant dans les troupes sanitaires puis a travaillé comme membre de Justice militaire au sein de l'état-major de l'Auditeur en chef en tant qu'expert en droit international humanitaire et coopération avec les juridictions pénales internationales jusqu'à il a été démobilisé de son service militaire avec le grade de lieutenant-colonel. Il est également chargé du programme de master bilingue avec l'Université de Zurich et de la spécialisation "Droit international et comparé" au niveau du master.
Il enseigne comme professeur invité permanent à la Faculté de droit de l'Université de Nouvelle-Galles du Sud, Sydney, Australie, depuis 1998), à l'Institut européen de l'Université de la Sarre (Saarbrücken, Allemagne), à l'Université de Saint-Gall et à la Confédération suisse Institut de technologie (ETH) de Zurich, l'Académie de droit humanitaire et des droits de l'homme (Genève) et dans le programme des droits de l'homme de l'Université de Vienne.
Il a également occupé de nombreux postes de professeur invité, notamment en 2021 à l'Université de Leyde, 2018/19 à l'Université autonome de Barcelone, 2017 à l'Université internationale de Venise (VIU) et à l'Université de Venise, 2016 à l'Université de Bâle, l'Université de Grenoble, l'Université technique de Tallinn, 2014 à l'Université de Sienne, l'Université libre de Berlin, 2013 et 2021 à l'Université de Chypre, la Libera Università Internazionale degli Studi Sociali à Rome, le Stetson College of Law (Gulfport FL, USA), l'Université de Paris (Panthéon-Assas, Paris II, Institut des hautes études internationales - IHEI), 2011 de l'Universidade Federal da Paraiba (UFPB) et de la State University of Paraiba à Joao Pessoa (Brésil), 2011 University of California at Davis (USA), 2010-12 University of Technology (UTS) Law School (Sydney, Australie), 2009-15 Summer Programs of the LLM Program of UNIL avec des universités partenaires américaines (Widener University, Stetson College of Law etc.), 2009 et 2011 11 University de Fribourg i. Ue., 2008-10 World Trade Institute, Université de Berne, 2002-2010 Université de Lyon III - Jean Moulin, 2008 Université de Lund (Suède), 2008 Université de Vilnius (Lituanie), 2008 et 2013 Ludwig Maximilians University of Munich, 2007- Programmes MBA 2018 de la HWV Chur (Université des sciences appliquées des Grisons), 2007 Université Yeditepe (Istanbul, Turquie), 2005-14 Tim Fisher Center for Global Trade and Finance at Bond University (Gold Coast, Queensland, Australie), 2005-7 Università Commerciale Luigi Bocconi (Milan, Italie), 2005 Jordan Institute for Diplomacy (Amman, Jordanie), 1999-2013 Bern University of Applied Sciences, Department of Economics, 1998 et 2009 Law School of the University of Pittsburgh (USA), 1996 Chicago -Kent College of Law, Illinois Institute of Technology (Chicago, États-Unis).

## Associations
Il est président de la section suisse de l'Association de droit international (ILA Suisse) depuis 2005 et, depuis 2021, il est également Président de la Société suisse de droit international (SSDI), et membre du Conseil d'administration de la section suisse de la European Community Studies Association (ECSA), membre du Conseil de la Société allemande de droit international (DGIR), du comité scientifique de l'Association suisse de droit européen (ASDE) et membre de la conseil de l'Association des facultés de droit européennes (ELFA) et de la Société de droit économique international (SIEL).

## Recherche et mandats
Ses recherches portent sur la pratique suisse du droit international, dans les relations entre la Suisse et l'UE, et plus particulièrement dans le domaine du droit du commerce international et des investissements. De plus, il porte un grand intérêt aux questions d'éducation juridique (notamment l'intégration des aspects internationaux) et aux questions juridiques d'orientation sexuelle et d'identité de genre (LGBTI). Il est membre suisse de la Commission européenne pour le droit de l'orientation sexuelle (ECSOL).
Dans tous ces domaines, il conseille également et l'Administration fédérale. Il a représenté des clients dans des procédures d'arbitrage et devant la Cour européenne des droits de l'homme et a été temporairement conseiller juridique dans un cabinet d'avocats zurichois. Il est sur la liste des experts en règlement des différends de l'Organisation mondiale du commerce et de 2008 à 2020, il a été nommé par la Suisse pour être membre de la liste officielle des arbitres du Centre international pour le règlement des différends relatifs aux investissements (CIRDI, Washington DC).
Il est rédacteur en chef de l'European Yearbook of International Economic Law (EYIEL) et de la série associée chez Springer Science + Business Media, de la Global Trade Law Series chez Wolters Kluwer, et d'études sur le droit international des investissements  chez Nomos Verlag.

## Prix et récompenses
- 2019-22 : VUB Law and Criminology Fellow (Université libre de Bruxelles, Belgique)
- 2016 : Médaille Cunha Pedrosa du Tribunal de Contas do Estado da Paraíba (Brésil)
- 1996 : Prix LATSIS
- 1995 : Bourse de la Fondation Heinrich Kronstein
- 1992 : Bourse Sir Winston Churchill du British Council (rejetée)

## Publications
- Andreas R. Ziegler, Trade and Environment in the European Community, Oxford, Clarendon Press, 1996 (ISBN 0-19-826246-9).
- Andreas R. Ziegler, « L'OMC après Cancun (L'OMC après Cancun) », dans Cahier à thème de la Revue Internationale de Droit Économique, 2004, chap. 3.
- Andreas R. Ziegler et Asif Qureshi (4e édition), International Economic Law., Londres, Thomson - Sweet & Maxwell, 2019 (ISBN 978-0414066106).
- Andreas R. Ziegler, Jurisprudence suisse en matière de droit international - arrêts de premier plan du Tribunal fédéral suisse en droit international. : Droit international public devant les tribunaux suisses - Principaux arrêts, Zurich, Dike Verlag, 2015 (ISBN 978-3-03751-714-7).